# Dryophytes femoralis
Hyla femoralis o Dryophytes femoralis es una especie de anfibios de la familia Hylidae. Es endémica de Estados Unidos.
Sus hábitats naturales incluyen bosques templados, pantanos, lagos intermitentes de agua dulce y marismas intermitentes de agua dulce.